# Saint-Germain-du-Pinel
Saint-Germain-du-Pinel ist eine Gemeinde in der Bretagne in Frankreich. Sie gehört zum Département Ille-et-Vilaine, zum Arrondissement Fougères-Vitré und zum Kanton La Guerche-de-Bretagne. Sie grenzt im Norden an Argentré-du-Plessis, im Osten an Gennes-sur-Seiche, im Süden an Moutiers und im Westen an Domalain. Die Bewohner nennen sich Germanais.

## Bevölkerungsentwicklung
| Jahr      | 1962 | 1968 | 1975 | 1982 | 1990 | 1999 | 2008 | 2017 |
| --------- | ---- | ---- | ---- | ---- | ---- | ---- | ---- | ---- |
| Einwohner | 655  | 620  | 591  | 605  | 629  | 648  | 836  | 815  |

## Sehenswürdigkeiten
- alte Wasserpumpe

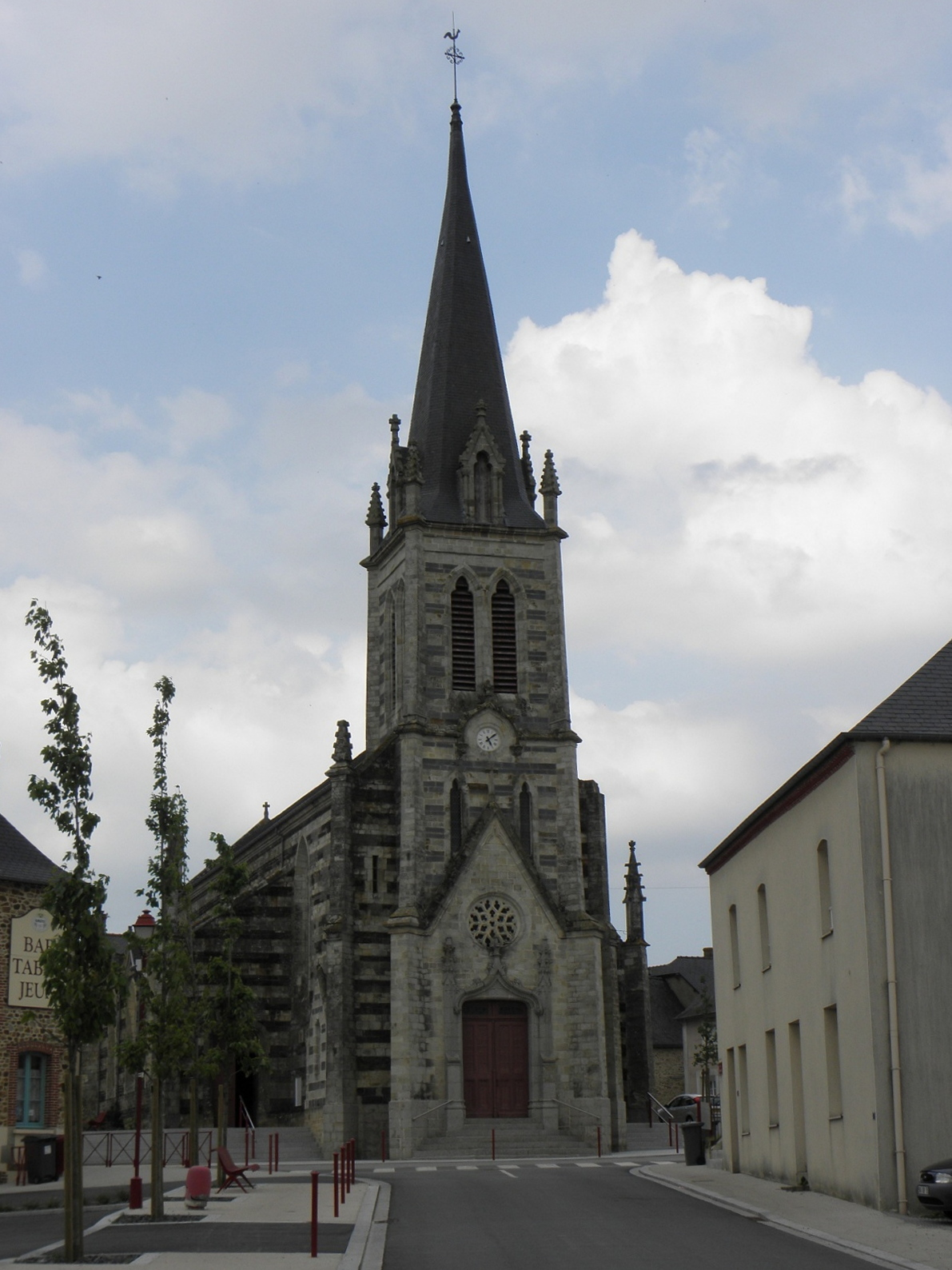
Kirche Saint-Germain
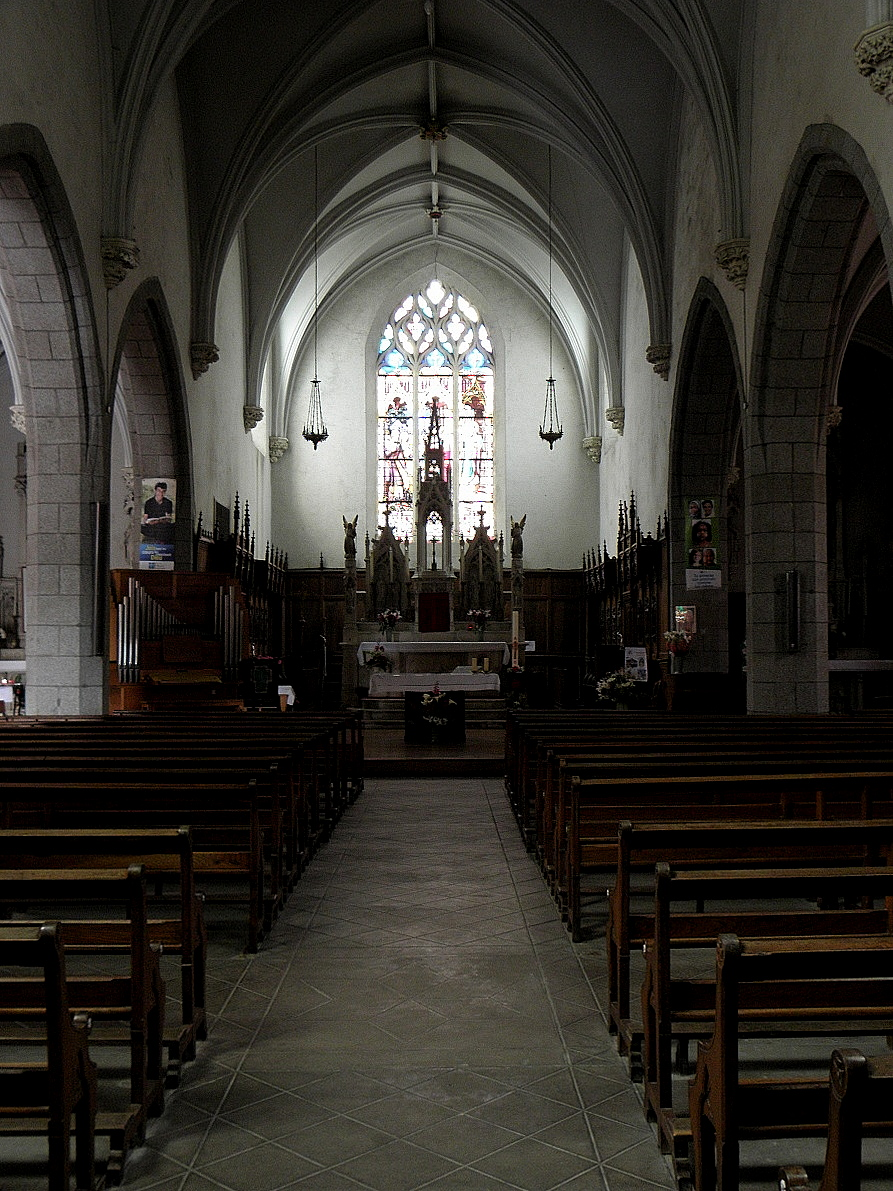
Innenansicht der Kirche Saint-Germain
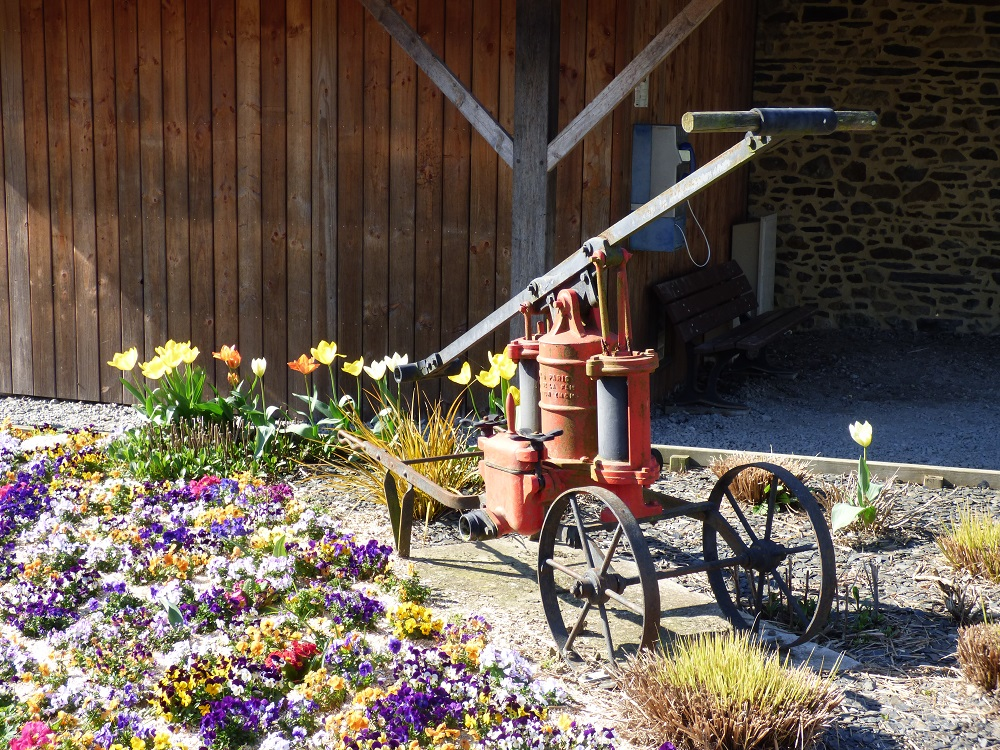
Nicht mehr im Gebrauch befindliche Wasserpumpe

- Kirche Saint-Germain
- Innenansicht der Kirche Saint-Germain
- Nicht mehr im Gebrauch befindliche Wasserpumpe